# Колишевский, Лазар
Ла́зар Коли́шевский, при рождении Ла́зар Па́нев Коли́шев (макед. Лазар Колишевски 12 февраля 1914, Свети-Николе, Сербия — 6 июля 2000, Скопье, Македония) — македонский политик, один из ближайших соратников Иосипа Броз Тито, фактический глава Социалистической Республики Македония в 40-х—80-х годах XX столетия.

## Начало политической борьбы
В 1935 вступил в Коммунистическую партию Югославии (КПЮ). Был организационным секретарём комитета партии в Крагуеваце и делегатом Пятой конференции КПЮ. В апреле 1941 года прибывает в Македонию. Когда в сентябре 1941 года партийные организации Македонии возвращены из Болгарской рабочей партии коммунистов в состав КПЮ, был избран секретарем Македонской коммунистической партии. Вскоре был захвачен болгарскими оккупационными властями и на судебном процессе в Охриде был приговорен к смерти. Затем приговор был заменен пожизненным заключением, которое отбывал в тюрьме в Болгарии. Освобожден в сентябре 1944 года, после капитуляции Болгарии и формирования правительства Отечественного фронта.

## После войны
После освобождения возвратился в Македонию и приступил к обязанностям секретаря ЦК Компартии Македонии (на этот пост был избран заочно во время своего пребывания в заключении 19 марта 1943 года). Оставался на этом посту до 1963 года.
На третьей сессии Антифашистского собрания национального освобождения Македонии (АСНОМ) 16 апреля 1945 года был избран первым председателем правительства Македонии. Позже занимал ряд руководящих должностей — председателя правительства Македонии, Собрания Македонии, председателя союзного комитета ССТНЮ (Социалистического союза трудового народа Югославии). С 1974 года — член президиума ЦК Союза коммунистов Югославии и член президиума СФРЮ.

## Председатель Президиума СФРЮ
После смерти президента СФРЮ Иосипа Броз Тито 4 мая 1980 года, как заместитель председателя президиума СФРЮ (председателем считался президент СФРЮ), вступил в должность председателя президиума СФРЮ и, таким образом, стал первым формальным главой государства после кончины Тито. Уже 15 мая 1980 года он передал эти функции Цвиетину Миятовичу. Написал мемуары, изданные в Скопье.

## Награды и звания
Награды Югославии:
- Орден Югославской большой звезды
- Орден Народного Героя Югославии
- Орден Героя Социалистического труда
- Орден Национального освобождения
- Золотой орден Партизанской Звезды
- Золотая звезда ордена За заслуги перед народом
- Золотая звезда ордена братства и единства
- Орден «За храбрость»
- Партизанская память 1941

Звания:
- Народный герой Югославии.